# Rhyacophila unimaculata
Rhyacophila unimaculata är en nattsländeart som beskrevs av Donald G. Denning 1941. Rhyacophila unimaculata ingår i släktet Rhyacophila och familjen rovnattsländor. Inga underarter finns listade i Catalogue of Life.